# Боговик Анатолій Іванович
Анатолій Іванович Боговик (нар. 6 жовтня 1947, Дніпродзержинськ, Дніпропетровська область) — український футболіст, півзахисник.
Народився 6 жовтня 1947 року в місті Дніпродзержинськ (сучасне Кам'янське)  Дніпропетровської області. Два роки виступав у складі місцевої команди «Дніпровець». За перемогу житомирського «Автомобіліста» в турнірі українських команд класу «Б» отримав звання «Майстер спорту СРСР» (1967).
Чотири роки захищав кольори київського «Динамо». Мобільний півзахисник, який виконував на полі величезний обсяг роботи з другого сезону став гравцем основного складу. Чемпіон СРСР 1971, срібний призер 1969. Під третім номером входив до списку «33 кращих гравців сезону» (1969).
У розіграші Кубка чемпіонів 1969/70 двічі виходив на поле: проти віденської «Аустрії» (перемога 2:1) й італійської «Фіорентини» (поразка 1:2). 1970 року провів один неофіційний матч у складі олімпійської збірної СРСР.
З 1972 по 1977 рік виступав за мінське «Динамо». Був капітаном білоруської команди. Другий і третій призер турнірів першої ліги (1975 і 1974 відповідно). 1978 року завершив виступи у складі команди другої ліги «Дніпро» (Могильов). У вищій лізі радянського футболу провів 143 матчі, забив 10 м'ячів.
Працював тренером у мінському «Динамо», солігорському «Шахтарі» і СДЮШОР «Динамо» (Мінськ). Очолював національну збірну Ємена (1985–1986) і клуб «Шамсан» із Адена (1986).

## Досягнення
- Чемпіон СРСР (1): 1971
- Срібний призер (1): 1969